# Cédric Grand
Cédric Grand (ur. 14 stycznia 1976 w Genewie) – szwajcarski bobsleista, brązowy medalista olimpijski oraz czterokrotny medalista mistrzostw świata.

## Kariera
Pierwszy sukces w karierze osiągnął w 2001 roku, kiedy wspólnie z Reto Götschim zdobył srebrny medal w dwójkach na mistrzostwach świata w Sankt Moritz. Następnie razem z Martinem Annenem, Beatem Heftim i Thomasem Lamparterem zdobył brązowy medal w czwórkach podczas igrzysk olimpijskich w Turynie. W 2007 roku wystąpił na mistrzostwach świata w Sankt Moritz, gdzie Szwajcarzy w składzie: Ivo Rüegg, Thomas Lamparter, Beat Hefti i Cédric Grand zwyciężyli w czwórkach. Ostatnie medale zdobył podczas mistrzostw świata w Lake Placid w 2009 roku, zdobywając z Rüeggiem złoto w dwójkach oraz srebro w zawodach mieszanych. Grand Był też między innymi czwarty w dwójkach na igrzyskach olimpijskich w Nagano w 1998 roku i igrzyskach w Vancouver w 2010 roku. W pierwszym przypadku Szwajcarzy przegrali walkę o podium z osadą Niemiec (Christoph Langen i Markus Zimmermann), a w drugim z osadą Rosji (Aleksandr Zubkow i Aleksiej Wojewoda).